# Emanuele Pellucci
Emanuele Pellucci (Fiesole, 1944) is een Italiaans journalist.
Pellucci begon, na zijn rechtenstudie aan de Universiteit van Florence, zijn journalistieke carrière in 1963 als kroniekschrijver, alsook met sport- en nieuwsreportages. 
In de jaren zeventig begon hij over wijn te schrijven in kranten en lifestylemagazines, 
onder andere voor Toscanaverde (1983-1989) en tot vandaag schrijft Pellucci nog steeds voor Civiltà del Bere (sinds 1980), Largo Consumo, Il Giornale della Toscana, 
Vins&Vignobles (Canada), Wine Review (Zuid-Korea) en Gourmand (Chili).
Hij is auteur van in Italië bekende boeken en gidsen over Toscaanse wijnen
(Brunello di Montalcino, Vino Nobile di Montepulciano, Vernaccia di San Gimignano, 
Chianti Senese, Vini di Toscana, Chianti Classico).
Ook schreef hij een boek over de bekende wijnhandelaarsfamilie Antinori uit Florence.
Hij is winnaar van diverse journalistieke prijzen, en is een drijvende kracht achter Fijev 
(Internationale Federatie van Wijn en Likeuren Journalisten and Schrijvers).
Ook treedt hij, vooral in Europa, regelmatig op als jurylid bij de belangrijkste wijnwedstrijden.